# Tzotzil (volk)
De Tzotzil of Chamules zijn een Mayavolk woonachtig in de staat Chiapas in het zuiden van Mexico. Er leven 406.962 Tzotzil in Mexico.
De Tzotzil vormen de talrijkste van de inheemse bevolkingsgroepen van Chiapas. De grootste Tzotzilgemeenschappen vandaag de dag zijn San Juan Chamula en Zinacantan, nabij San Cristóbal de las Casas. Vooral Chamula is uitgegroeid tot een toeristentrekker, iets waar de Tzotzil zelf niet allemaal even blij mee zijn. De Tzotziles zijn overwegend rooms-katholiek, maar met sterke elementen van de oude Mayareligie. In de afgelopen decennia is een toenemend aantal Tzotziles bekeerd tot het evangelicaal christendom. 86.9% van de Tzotziles beheerst het Tzotzil, velen spreken ook Spaans en Tzeltal, dat fungeert als lingua franca voor de Chiapaneekse indianen.
De Tzotziles zijn de afstammelingen van de klassieke Maya's die Palenque en Yaxchilán bouwden, of nauwe verwanten van hem. In de koloniale periode, maar ook daarna, zijn de Tzotziles uitgebuit op voornamelijk koffie- en suikerplantages, waardoor er regelmatig opstanden uitbraken. In 1867 zeiden Pedro Díaz Cuscat en Augustina Gómez Checheb een opdracht van God te hebben gekregen. Zij kruisigden een indiaanse jongen zodat de Tzotziles nu hun eigen christus hadden en poogden de ladino's, blanken en mestiezen, uit Chiapas te verdrijven. In 1870 werd deze opstand neergeslagen. Ook het Zapatistisch Nationaal Bevrijdingsleger (EZLN), die in 1994 de oorlog aan de Mexicaanse regering verklaarde, bestaat voor een groot deel uit Tzotziles.